# Pygoctenucha azteca
Pygoctenucha azteca là một loài bướm đêm thuộc phân họ Arctiinae, họ Erebidae.